# Robert Patterson (naukowiec)
Robert Patterson (ur. 30 maja 1743 w Hillsborough, zm. 22 lipca 1824 w Filadelfii) – amerykański naukowiec, nauczyciel i wojskowy irlandzkiego pochodzenia. Uczestnik wojny o niepodległość Stanów Zjednoczonych, dyrektor U.S. Mint w latach 1805–1824 oraz członek American Philosophical Society.

## Życiorys
Urodził się 30 maja 1743 roku w Hillsborough w hrabstwie Down w Irlandii w prezbiteriańskiej rodzinie Roberta i Jane (z domu Walker). Miał dwóch braci i dwie siostry . Otrzymał podstawowe wykształcenie – jego rodziców nie było stać na wysłanie syna na uniwersytet, aby studiował matematykę. W 1759 roku, w wieku 16 lat, wstąpił w szeregi lokalnej milicji, aby bronić wybrzeża kraju przed inwazją francuską na Irlandię. W trakcie swojej służby został awansowany do stopnia sierżanta . Swoim zamiłowaniem do musztry i ćwiczeń wojskowych zwrócił uwagę dowództwa brytyjskiego regimentu spod Hillsborough. Zaoferowano mu zaciąg do regularnej armii. Propozycję tę jednak odrzucił i postanowił powrócić do domu rodzinnego.
W 1768 roku w związku z brakiem perspektyw życiowych postanowił wyemigrować do kolonii brytyjskich w Ameryce Północnej. Początkowo mieszkał w Filadelfii, ale pracę znalazł w szkole w Buckingham w hrabstwie Bucks. Jego zamiłowanie do matematyki, geografii i obserwacji Księżyca sprawiły, że powrócił do Filadelfii i uczył tam nawigacji.
W 1771 lub 1772  roku do Stanów wyemigrowała cała jego rodzina. W 1772 roku otworzył mały sklep w Bridgeton. Przedsięwzięcie okazało się mało dochodowe. W 1774 roku przyjął stanowisko dyrektora Wilmington Academy w Delaware. Wraz z wybuchem wojny o niepodległość Stanów Zjednoczonych przeniósł swoją rodzinę na farmę koło Roadstown, a sam zaciągnął się do milicji Delaware. Służył jako instruktor wojskowy, adiutant i pomocnik chirurga. W strukturach milicji pozostał aż do momentu, kiedy Brytyjczycy opuścili Pensylwanię i New Jersey w 1778 roku. Służbę zakończył w stopniu brigade major  (Newmann podaje, że w stopniu generała brygady ).
W 1779 roku został profesorem matematyki na Uniwersytecie Pensylwanii. W 1788 roku otrzymał honorowy tytuł Master of Arts. Do 1810 roku wykładał matematykę. W latach 1810–1813 był prorektorem oraz wykładał filozofię przyrody i matematykę. W 1814 roku złożył rezygnację z pełnionych funkcji. Został zastąpiony przez swojego syna Roberta Maskella Pattersona. W 1819 roku otrzymał tytuł doktora honoris causa nauk prawnych.
W 1805 roku został powołany przez Thomasa Jeffersona na stanowisko dyrektora U.S. Mint.
Był członkiem American Philosophical Society i znalazł się wśród pięciu członków towarzystwa wytypowanych przez Jeffersona, aby pomóc w przygotowaniach do wyprawy Meriwetherowi Lewisowi i Williamowi Clarkowi, którzy poprowadzili pierwszą amerykańską ekspedycję lądową na zachód.
Zmarł 22 lipca 1824 roku w Filadelfii .

## Życie prywatne
Był żonaty z Amy Hunter Ewing. Z tego małżeństwa parze urodziło się ośmioro dzieci .